# Whitesboro (Texas)
Whitesboro è un comune (city) degli Stati Uniti d'America della contea di Grayson nello Stato del Texas. La popolazione era di 3 793 abitanti al censimento del 2010. Fa parte dell'area metropolitana di Sherman-Denison.

## Geografia fisica
Whitesboro è situata a 33°39′35″N 96°54′22″W (33.659612, -96.905999).
Secondo lo United States Census Bureau, la città ha una superficie totale di 8,59 km², dei quali 8,58 km² di territorio e 0,02 km² di acque interne (0,18% del totale).
La U.S. Route 82 passa attraverso il lato nord della città e la U.S. Route 377 passa attraverso il lato est. La US 82 conduce ad est 17 miglia (27 km) di Sherman, il capoluogo di contea, e ad ovest 13 miglia (21 km) di Gainesville, mentre la US 377 conduce a 15 miglia (24 km) al confine con l'Oklahoma sul Red River e a sud 41 miglia (66 km) di Denton.

## Società

### Evoluzione demografica
Secondo il censimento del 2010, la popolazione era di 3 793 abitanti.

### Etnie e minoranze straniere
Secondo il censimento del 2010, la composizione etnica della città era formata dal 93,73% di bianchi, lo 0,32% di afroamericani, l'1,03% di nativi americani, lo 0,69% di asiatici, lo 0,03% di oceanici, il 2,72% di altre razze, e l'1,5% di due o più etnie. Ispanici o latinos di qualunque razza erano il 7,83% della popolazione.